# Flenängsfly
Flenängsfly (Apamea unanimis) är en fjärilsart som beskrevs av Jacob Hübner 1818. Flenängsfly ingår i släktet Apamea och familjen nattflyn. Arten är reproducerande i Sverige. Inga underarter finns listade i Catalogue of Life.

## Bildgalleri

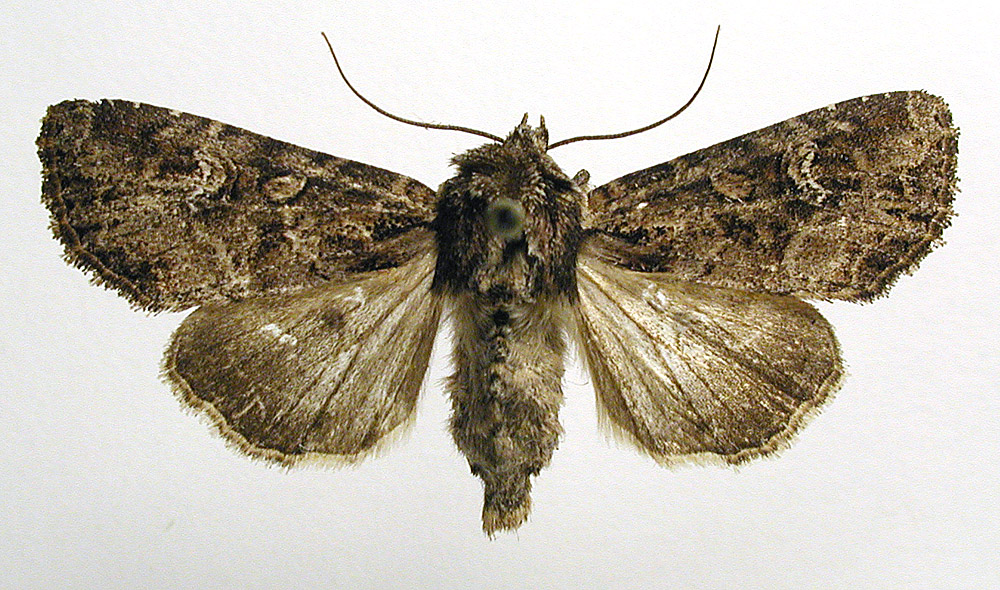
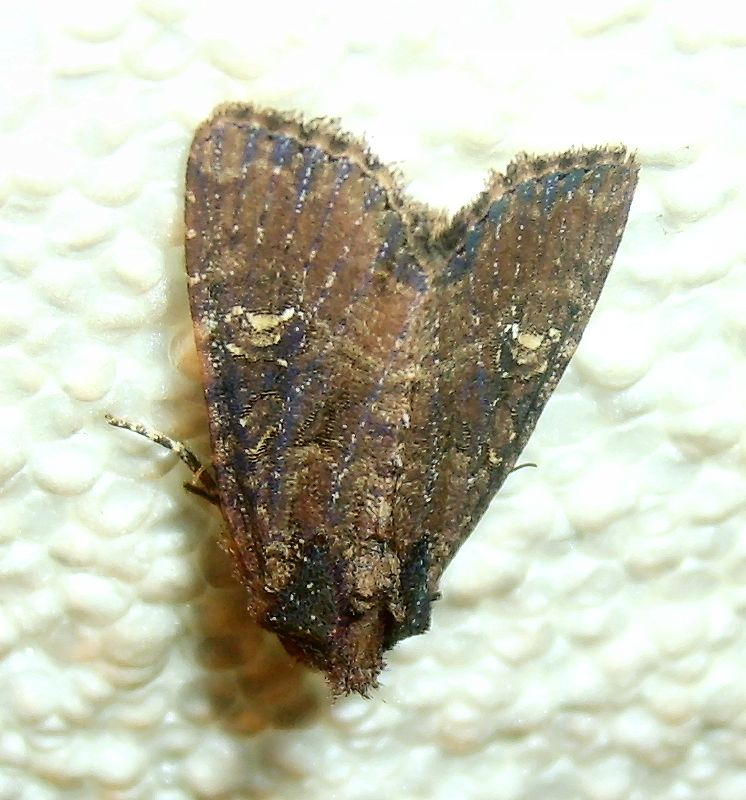
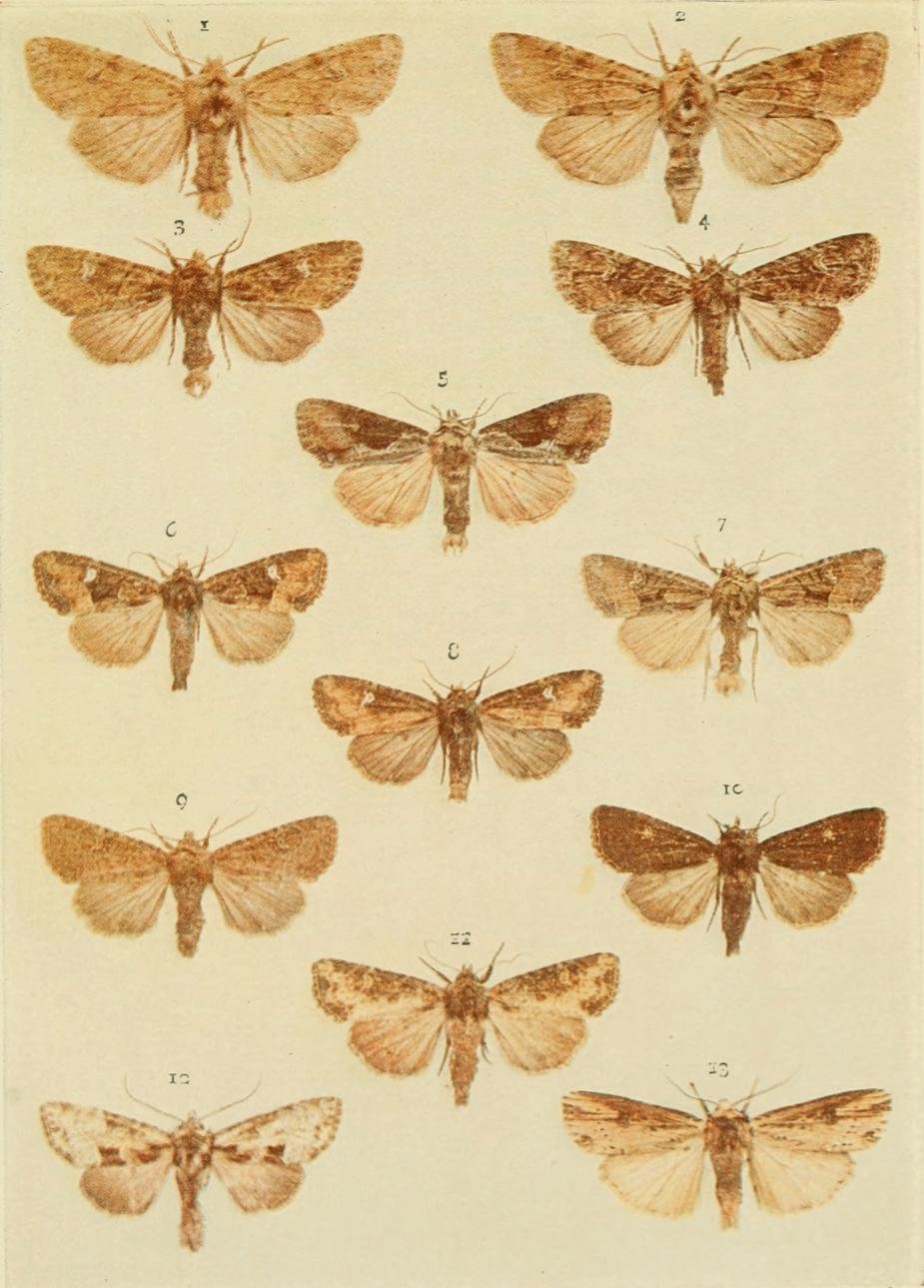